# Rue Tête-d'Or
La rue Tête-d'Or est une voie des quartiers des Brotteaux et de la Part-Dieu dans les 3e et 6e arrondissements de Lyon, en France.

## Situation
Elle est orientée Sud-Nord, débutant Boulevard Eugène-Deruelle au sud, et terminant au Parc de la Tête-d'Or au nord, Boulevard des Belges.

## Odonymie
Comme elle est située sur l'ancien domaine de la Tête-d'Or, transformé en grande partie en Parc de la Tête-d'Or en 1857 (auquel rend la rue Tête-d'Or, à l'entrée située Boulevard des Belges), cette voie doit son nom à une légende (fausse) selon laquelle une tête en or aurait été enterrée à cet endroit il y a longtemps. Le lieu portait déjà le nom de "Tête d'Or" lorsque ce domaine est devenu la propriété de la famille Lambert en 1520.

## Histoire
La rue est attestée en 1839 (selon les archives municipales de Lyon) ou 1852 (selon Maurice Vanario). Elle a absorbé la rue Saint-André et la rue du Lac.

## Lieux remarquables

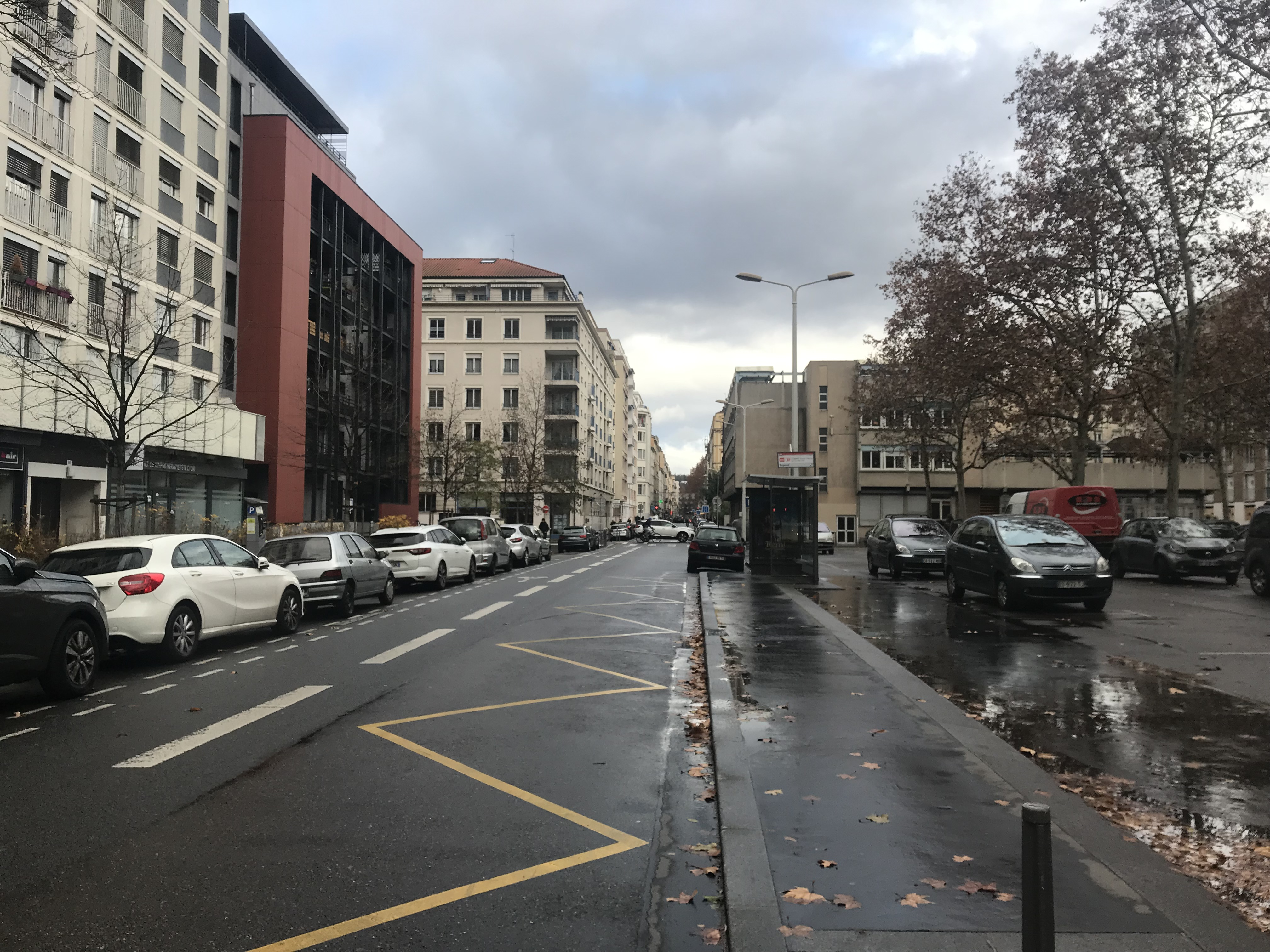
La Place Jacques-Elmaleh, sur la droite.

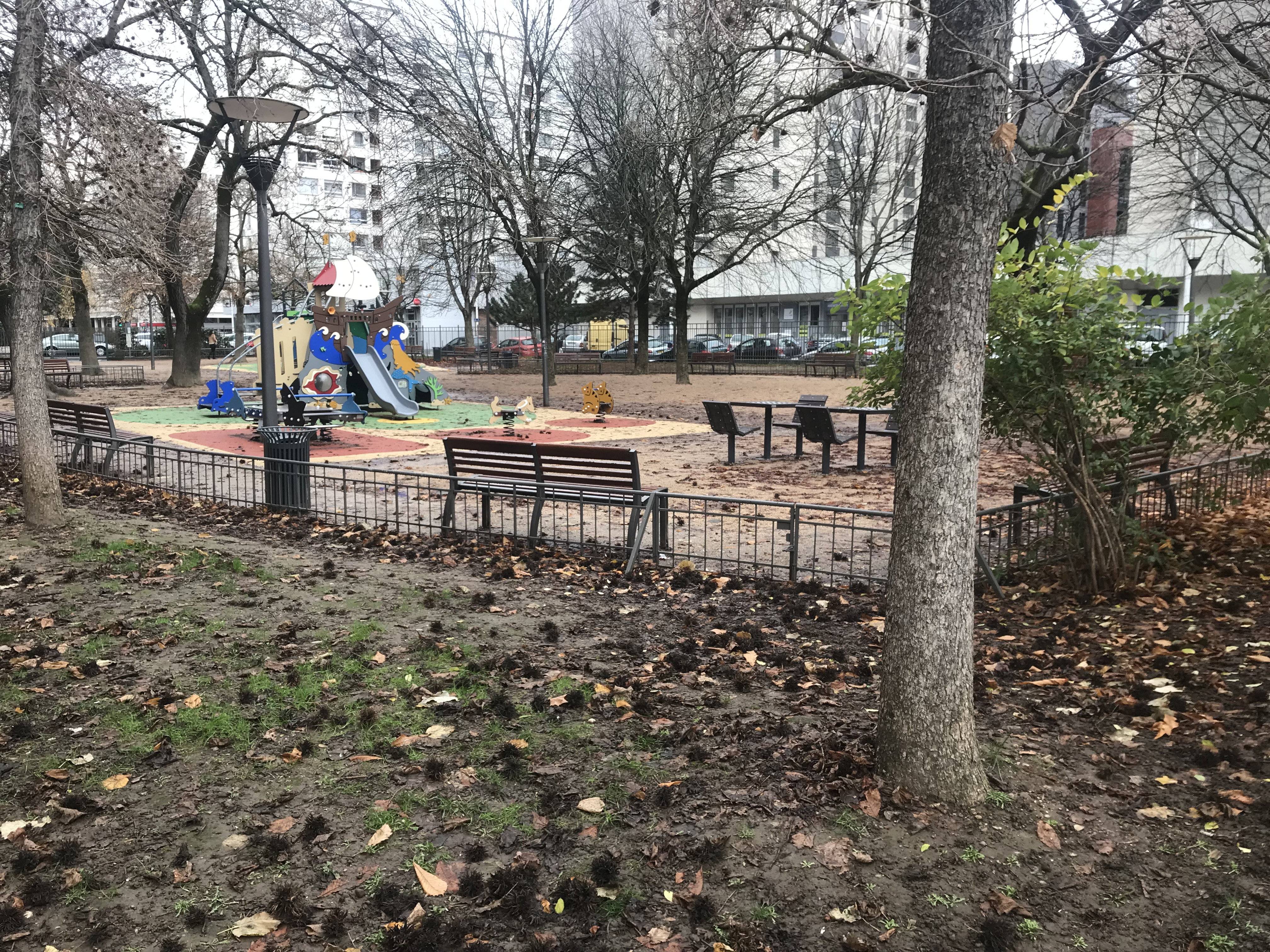
L'aire de jeux de la Place Cardinal-Jean-Villot.

- Au 35 : le guérisseur Philippe de Lyon officiait[3].

- Au 56 : habitait le maire de Lyon Louis Pradel[3].
- En face des 56-60 : la rue longe le Jardin Charles, Léopold et Marcel Renard.

- Au 60 : en face du jardin, le commissariat de secteur.

- En face des 76-82 : la Place Jacques-Elmaleh[4].

- Au 91 : l'église du Saint-Nom-de-Jésus, édifice religieux catholique.

- En face du 91 : la Place-Cardinal-Jean-Villot, occupée par une aire de jeux.

- Au 93 : L'Agora Tête d'or, « animé par les dominicains, lieu d'échanges et de réflexion entre religieux et laïcs »[5].

- Au 94 : l'école publique Jean-Rostand.

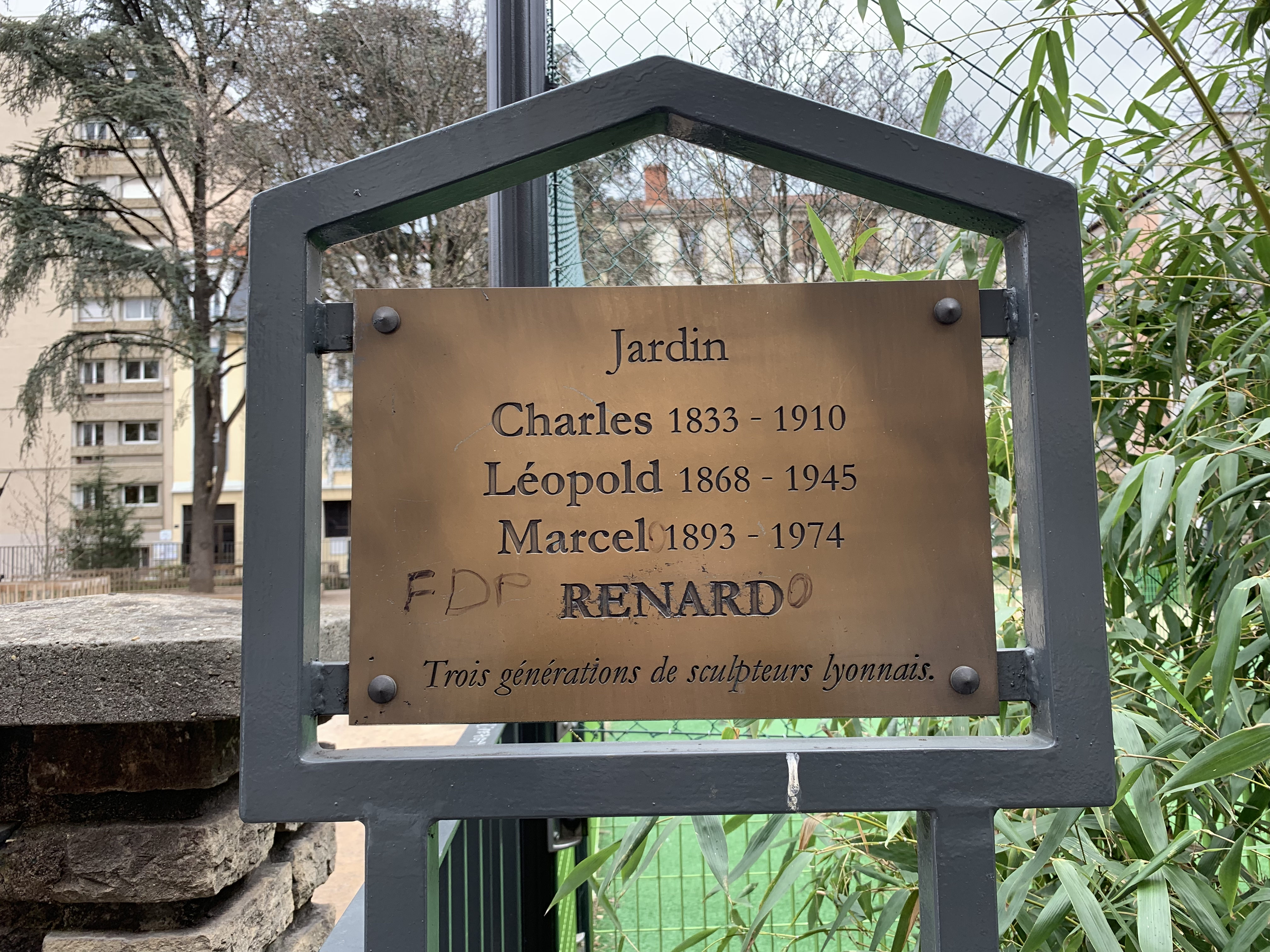
Plaque du Jardin des sculpteurs Renard.
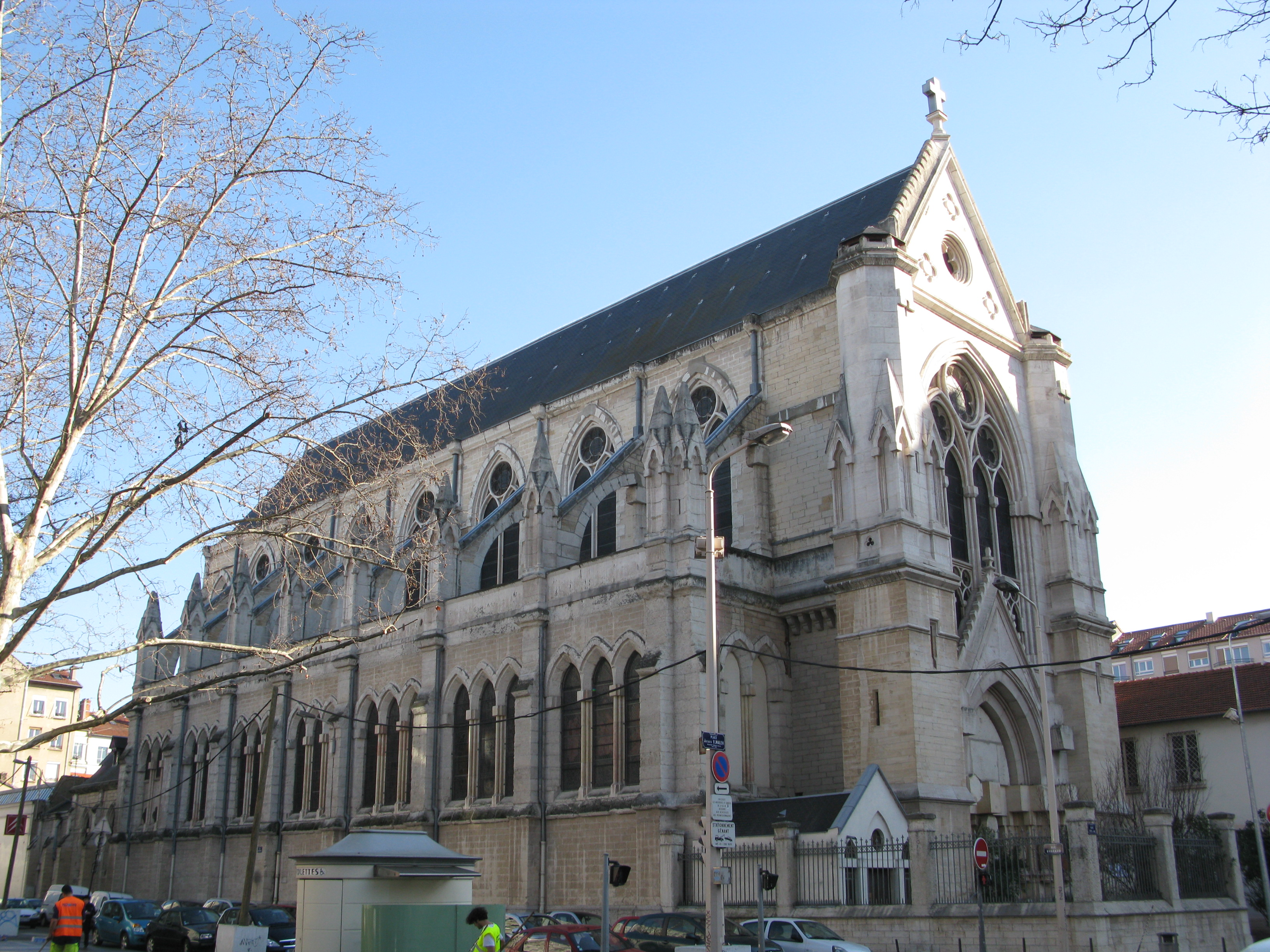
Église Saint-nom-de-Jésus.
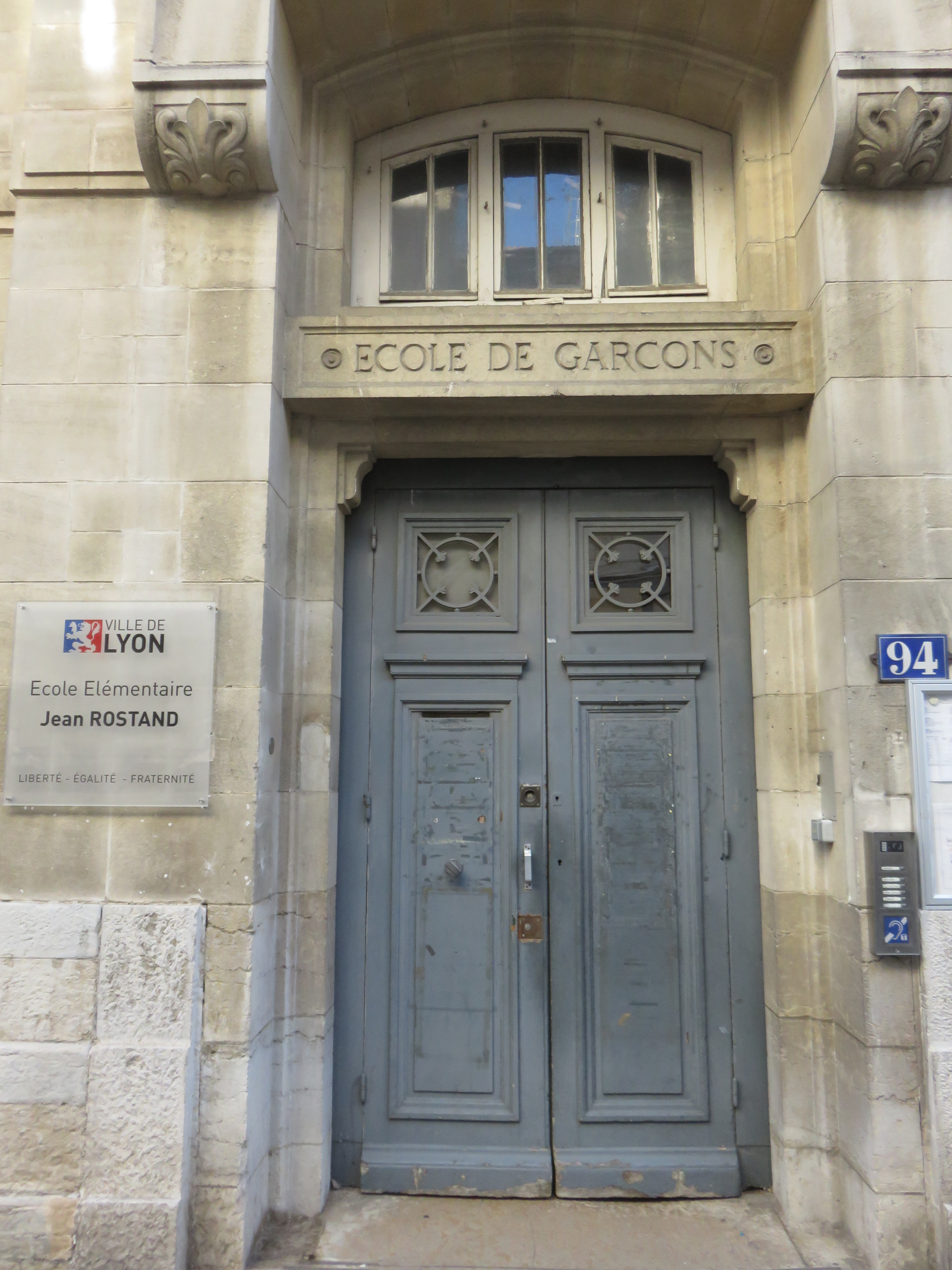
L'école Jean-Rostand.
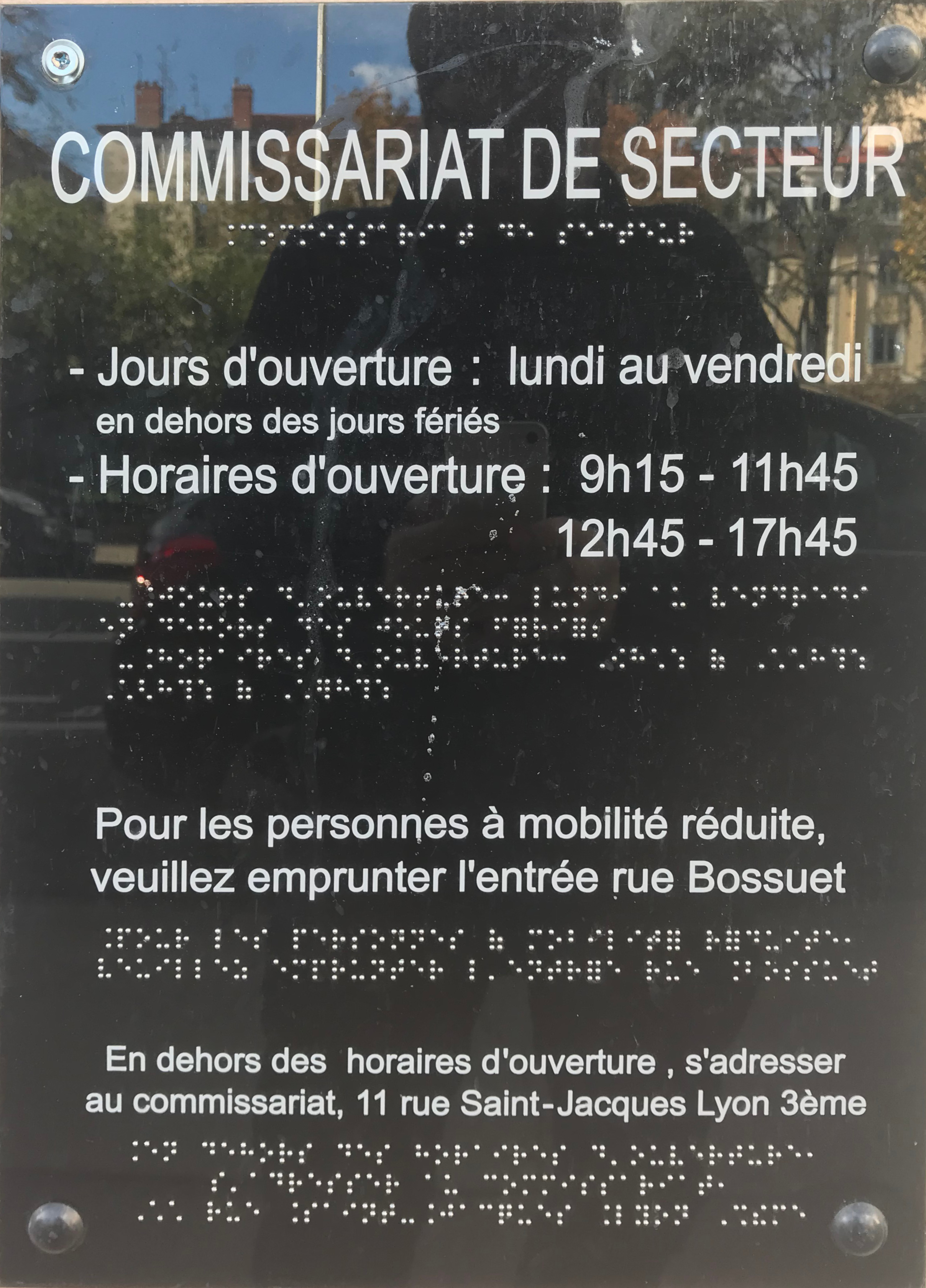
Plaque du commissariat de secteur, en français et en braille.